# Pleurocollybia cremea
Pleurocollybia cremea är en svampart som först beskrevs av G. Stev., och fick sitt nu gällande namn av E. Horak 1971. Pleurocollybia cremea ingår i släktet Pleurocollybia och familjen Tricholomataceae.   Inga underarter finns listade i Catalogue of Life.